# Peter-Klaus Budig
Peter-Klaus Budig, né le 15 juillet 1928 à Sagan (Silésie, Allemagne) et mort le 25 novembre 2012 à Chemnitz (Saxe, Allemagne), est un homme politique est-allemand. Il est ministre des Sciences et des Technologies de 1989 à 1990.

## Décoration
- 1970 : Prix national de la République démocratique allemande
- 1988 : Docteur honoris causa de l'université technique de Tallinn
- 2010 : Ordre du Mérite de l'État libre de Saxe

## Sources
- (de) Cet article est partiellement ou en totalité issu de l’article de Wikipédia en allemand intitulé « Peter-Klaus Budig » (voir la liste des auteurs).